# Earl Zindars
Earl Zindars (eigentlich Earl Zindarsian, * 25. September 1927 in Chicago; † 15. August 2005 in San Francisco) war ein amerikanischer Jazz-Komponist und Perkussionist (Timpanist). Bekannt wurde Zindars durch seine Kompositionen für Bill Evans wie Elsa und How My Heart Sings.

## Leben und Wirken
Zindars wuchs in Chicago in einer aus Armenien stammenden Familie auf und studierte an der Northwestern University. Nach seinem Studium ging er nach New York. Dort lernte er die Jazzsängerin Anne (Annig) Bohigian, seine spätere Frau, kennen, die in einer Band namens The Axidentials spielte. Earl Zindars spielte dort die Pauken. Später siedelte Zindars nach San Francisco über, wo fortan sein Lebensmittelpunkt sein sollte. In den nächsten Jahren spielte er zunächst als Timpanist in der Golden Gate Park Band.
In seiner späteren Tätigkeit arbeitete Zindars lange Zeit mit Bill Evans zusammen; der Pianist nahm unter anderen dessen Kompositionen Elsa, Mother Of Earl und How my Heart Sings mehrmals auf; letztere wurde zu einem Jazzstandard. Der Pianist Bill Cunliffe widmete sein Album How My Heart Sings (2003) ausschließlich Zindars-Stücken. Kompositionen von Earl Zindars wurden auch von Cannonball Adderley, Donald Byrd, Eddie Daniels, Philly Joe Jones, Dino Saluzzi, Tony Williams und anderen Jazzmusikern aufgenommen. Außerdem komponierte Zindars Musik für klassische Orchester und Bläserformationen, die von verschiedenen Ensembles der San Francisco Symphoniker sowie von Bläserensembles weltweit aufgeführt wurden. Seine klassischen Kompositionen sind von Maurice Ravel, Claude Debussy und Ralph Vaughan Williams beeinflusst.
Zindars unterrichtete sechs Jahre Komposition, Theorie, Perkussion und Jazz an der San Francisco State University.

## Auswahldiskographie
- The Return - performed by The Don Haas Trio mit Don Haas (p), Larry Grenadier (b), Scott Morris (dr) (Zindars Publishing, 1990)